# Новинка (Анциферовское сельское поселение)
Новинка — деревня в Хвойнинском районе Новгородской области России, входит в Анциферовское сельское поселение. На 2021 год в Новинке улиц или переулков не числится, площадь селения 26,2 гектара. До 2010 года входила в у Бродское сельское поселение.

## Население
| 2009 | 2010 |
| ---- | ---- |
| 13   | ↗21  |

Находится на Валдайской возвышенности, высота центра селения над уровнем моря — 219 м
Ближайшие поселения к деревне Новинка — жд.ст. Киприя и пос. Горный.